# Enterprise Center
Enterprise Center (antes Kiel Center, Savvis Center y Scottrade Center) es un estadio con capacidad para 19.150 butacas, situado en el centro de Saint Louis, Misuri, inaugurado en 1994. Es la sede de los Blues de Saint Louis, de la Liga Nacional de Hockey. 
Enterprise Center es respetado como uno de los escenarios más fuerte NHL debido a varios factores, como la 9-sirena segunda explosión después de cada Blues 'en seguida de un órgano de interpretación "Cuando los Blues vienen marchando". 
Además de hockey sobre hielo, el terreno cuenta con una amplia gama de programación de arena, incluida la lucha libre, conciertos, espectáculos sobre hielo, espectáculos familiares, y otros acontecimientos deportivos. Alberga unos 175 eventos por año, albergando casi dos millones de visitantes al año. Para el primer trimestre de 2006, Scottrade Center ocupa el segundo lugar entre las arenas en los Estados Unidos y el cuarto lugar en ventas de billetes. Publicación de la industria Pollstar filas Scottrade Center entre los diez estadios en todo el mundo en los billetes vendidos a terceros por equipos. 
La mayoría de la gente cada vez asistir a un evento en el Centro Scottrade fue 22.612, lo que sucedió en dos ocasiones durante el 2007 Missouri Valley Conference torneo, conocido como el Arco de la Locura. 
La arena es frecuentemente seleccionado por la NCAA para los eventos del campeonato, y fue anfitrión de la NCAA Frozen Four Campeonato de Hockey en abril de 2007, y será la sede del Campeonato de Lucha de la NCAA en 2008 y 2009 y la Final Four de la Mujer NCAA Basketball Championship en 2009. 
El edificio es operada por SLB Acquisition Holdings LLC, propietario de los Blues de St. Louis, en virtud de su presidente, Tom Stillman.

## Historia
Kiel Center abrió sus puertas en 1994 para sustituir a Kiel Auditorium, donde el equipo de baloncesto de la universidad había jugado, que fue demolido en diciembre de 1992. The Blues había jugado en el St. Louis Arena antes de pasar a Kiel Center en 1994. El edificio es conocido actualmente como Centro Scottrade, después de los derechos del nombre se vendieron en septiembre de 2006 a Scottrade una empresa local de inversiones en línea y corretaje de descuento. El nombre de Kiel todavía existe en la estructura de estacionamiento adyacente y la piedra angular de la construcción, así como el Opera House cerrado en el lado norte de la propiedad frente a la calle Market. Señales de la parada MetroLink cercanos se han cambiado a leer "Centro Cívico", ya que el edificio ha cambiado de nombre cuatro veces en su corta historia. 
La parte de la Ópera de la construcción no fue arrasada cuando el auditorio original no era más que ha permanecido cerrada desde 1992, como miembros de Civic Progress, Inc., quien se comprometió a pagar para la renovación de la Ópera han renegado de que la promesa, mientras que oponerse a todos los esfuerzos externos para lograr que la renovación, independientemente de sí mismos.
Blues criticó la gestión de sus nombres antiguos derechos de acuerdo con la compañía de alta tecnología SAVVIS, como muchos de los dineros pagados fueron en acciones Savvis, entonces en su apogeo. Sin embargo, cuando el burbuja tecnológica ráfaga, el equipo se quedó con casi nada, y terminó perdiendo dinero en la operación. Scottrade fija ese problema mediante el pago de su acuerdo todos en efectivo.

## Inquilinos
Scottrade Center es la sede de la St. Louis Blues franquicia de hockey. Una serie de otros eventos están programados en Scottrade Center a través del año, tales como conciertos, espectáculos sobre hielo, circos y similares grandes reuniones.
Los antiguos arrendatarios de Scottrade Center incluyen la Universidad de Saint Louis Billikens NCAA División 1 de baloncesto, St. Louis Vipers equipo de hockey sobre patines, St. Louis Ambush y St. Louis Steamers equipos de fútbol sala, el Estampida de St. Louis Arena Football de equipo, y el River City Rage fútbol sala equipo.
En septiembre de 2006, el fundador Scottrade Rodger O. Riney anunció una alianza con el St. Louis Blues club de hockey y la arena. El nuevo nombre de la arena, 'Scottrade Center', fue revelado en una conferencia de prensa conjunta. Los términos del acuerdo no fueron revelados, pero fueron descritos como "a largo plazo y significativa". Tanto Scottrade y el Blues dijo que el acuerdo era "equitativo" para ambas partes. La mayoría de los letreros y otras promociones se cambiaron a Scottrade Center antes del primer partido en casa de los azules el 12 de octubre de 2006. 
(* El primer St. Louis Blues partido se jugó en enero de 1995, debido a la temporada 1994-95 se interrumpió a causa de una disputa laboral.)

## Acontecimientos notables
- El legendario cantante Frank Sinatra hizo su último concierto en detener a St. Louis el 21 de octubre de 1994 para realizar un concierto en vender Scottrade Center (Centro de Kiel a continuación). Sus últimas palabras a la multitud fueron "Yo te volveré a ver, te lo prometo",

- El estadio ha sido anfitrión de varios eventos de la WWE, sobre todo WWF Badd Blood: In Your House (que incluía la primera Hell in a Cell), Survivor Series 1998, No Mercy 2001 y Judgment Day 2007. También fue anfitrión de la emocional Raw es Owen de 24 de mayo 1999, una edición de homenaje de la WWE dedicado a la vida de exluchador Owen Hart, quien murió en un accidente 24 horas antes en el pago por visión Over the Edge en Kansas City, Misuri.

- El papa Juan Pablo II celebró un día de la juventud aquí en su visita de 1999 a San Luis.

- Cada mes de marzo desde 1995, el Centro Scottrade ha acogido "Arch Madness", el torneo masculino de baloncesto de la Conferencia de Missouri Valley Conference.

- Grupo de rock Alice in Chains realiza su último concierto con el vocalista Layne Staley el 3 de julio de 1996.

- Alberga partidos anuales de "Braggin' Rights" de los hombres del juego de baloncesto universitario entre las universidades de Illinois y Misuri.

- 1997 Conferencia de EE.UU. torneo de baloncesto masculino

- La anfitriona de la Mediados de los Estados Club de Hockey Association Challenge Cup y la Wickenheiser final de la Copa para los equipos de hockey de High School en St. Louis

- [División [1998 NCAA Men's I Torneo de Baloncesto]] Midwest Regional

- NCAA Division I Campeonatos de Lucha Libre en 2000, 2004, 2005, 2008 y 2009

División de la División * Women's Final Four en 2001 y 2009
- Albergado el Cory Spinks frente a Zab Judah pelea por el título indiscutible de peso wélter en 2005.

- Hosted el 2006 State Farm EE.UU. Patinaje Artístico sobre Hielo Campeonatos en enero de 2006, que se utilizó como medio principal para seleccionar la figura de los Estados Unidos de patinaje de equipo para la Juegos Olímpicos de Invierno de 2006.

- El centro de los Ejércitos Dare 2 Share, un cristiano ministerio juvenil de conferencias, desde 2006.

- Scottrade Center acogió la de 2007 Frozen Four hielo torneo de hockey de la universidad en 5 de abril y 7 de abril, 2007.

- El PBR ha sido anfitrión de un Built Ford Tough Series (antes Copa Bud Light) un evento en este lugar anualmente desde 1997 (cuando era conocido como el Centro de Kiel).

- MMA organización Strikeforce celebró su Strikeforce: Lawler vs Shields evento en el Centro Scottrade 6 de junio de 2009.

- El 11 de agosto de 2009 se presentó en este el reconocido grupo punk, Green Day.

- 8 de octubre 2009, Después de que el partido inaugural de la Temporada 2009-2010 St. Louis Blues, un accidente en una de las lesiones de los edificios escaleras mecánicas 11, cuando la escalera mecánica que comenzó a bajar rápidamente. El accidente ocurrió después del partido contra el Atlanta Thrashers.

- Albergado partido números tres, cuatro, y seis de la Final de la Copa Stanley en 2019.